# 台湾小头蛇
赤背松柏根又名台灣小頭蛇，为游蛇科小头蛇属的爬行动物，俗名台湾秤杆蛇、花秤桿蛇。分布于越南、中華民國的台灣以及中華人民共和國的浙江、福建、江西、湖南、广东、广西、贵州、云南等地，多生活于平原及高山。该物种的模式产地在台湾。
其种加词“formosanus”意为“台湾的”。

## 特徵
小型蛇類，最長約90公分，一般常見為60-70公分。吻部短，頭部後方有一道深褐色的「人」字形斑紋，身體中央有一條橙紅色的條紋從脖子延伸到尾巴。

## 習性
棲息於低海拔山區、農墾地、海岸防風林中，主要以爬蟲類的革質卵為主食，在一些海岸，赤背松柏根也會吃綠蠵龜在沙灘上產下的卵。

## 保护
本种于2023年被收录入《有重要生态、科学、社会价值的陆生野生动物名录》。